# G 29-38

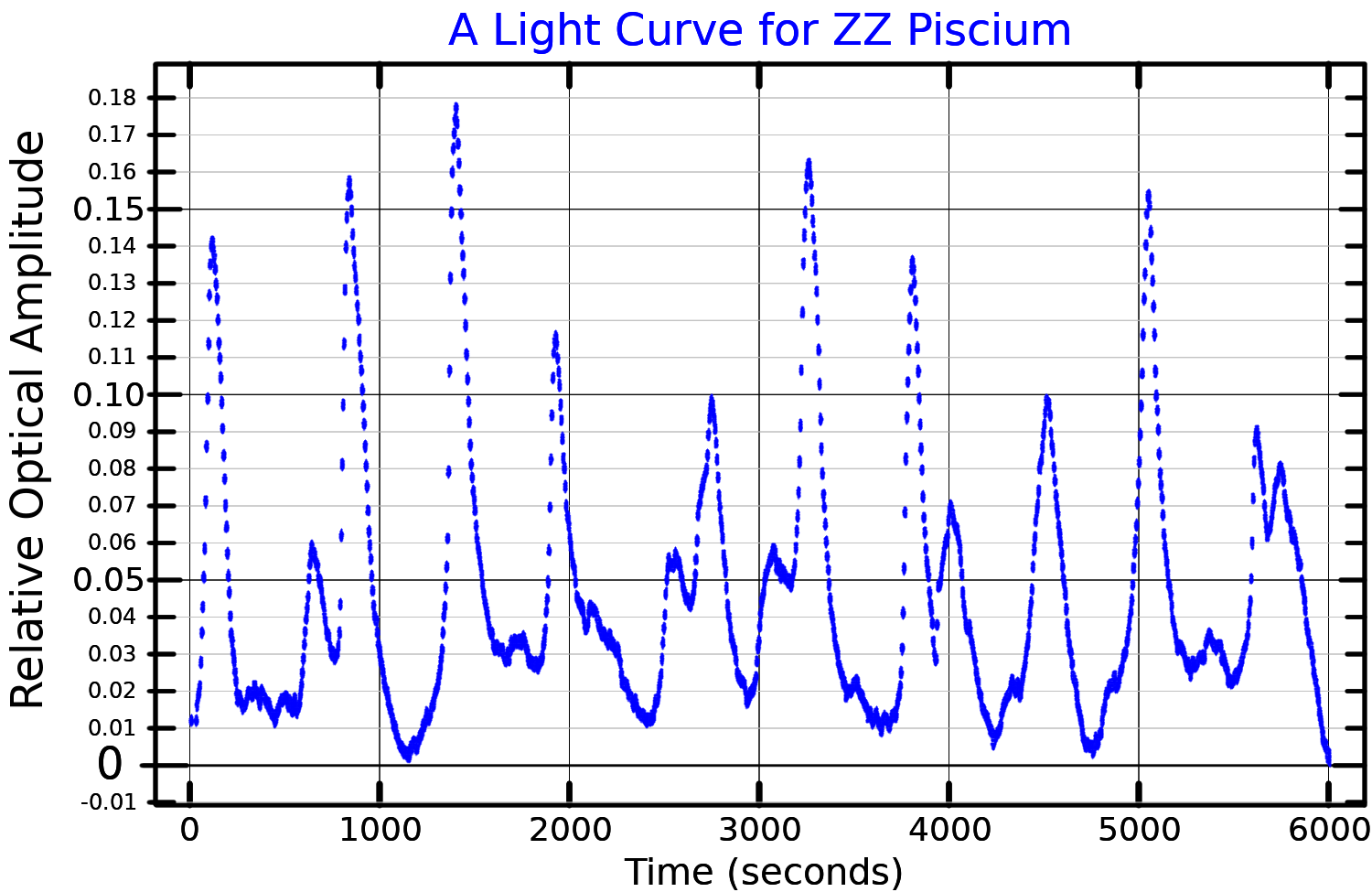
Lichtkromme van G 29-38

G 29-38 is een witte dwerg met een spectraalklasse van DA4. De ster bevindt zich 57,16 lichtjaar van de zon.